# Ludwig-Eisenbahn-Denkmal
Pomnik Kolei Ludwika (z niem: Ludwig-Eisenbahn-Denkmal) – postawiony z okazji 50-lecia uruchomienia pierwszej kolei w Niemczech, pomiędzy Norymbergą a Fürth. 

## Źródła
- Michael Diefenbacher, Rudolf Endres (Hrsg.): Stadtlexikon Nürnberg. 2., verbesserte Auflage. W. Tümmels Verlag, Nürnberg 2000, ISBN 3-921590-69-8